# Eleutherodactylus locustus
Espèce
Synonymes
- Eleutherodactylus cramptoni Schmidt, 1920

Statut de conservation UICN

 CR A4ae : 
En danger critique
Eleutherodactylus locustus est une espèce d'amphibiens de la famille des Eleutherodactylidae.

## Répartition
Cette espèce est endémique de Porto Rico. Elle se rencontre de 270 à 1 050 m d'altitude.

## Description
Les femelles mesurent jusqu'à 20 mm.

## Publication originale
- Schmidt, 1920 : Contributions to the Herpetology of Porto Rico. Annals of the New York Academy of Sciences, vol. 28, p. 167-200 (texte intégral).